# Erick Romero
Erick Alexander Romero Chavez (ur. 31 grudnia 1993) – nikaraguański zapaśnik walczący w stylu wolnym. Zajął szesnaste miejsce na mistrzostwach panamerykańskich w 2014. Brązowy medalista igrzysk Ameryki Środkowej i Karaibów w 2014. Wicemistrz igrzysk Ameryki Środkowej w 2017 roku.